# Füssener Totentanz

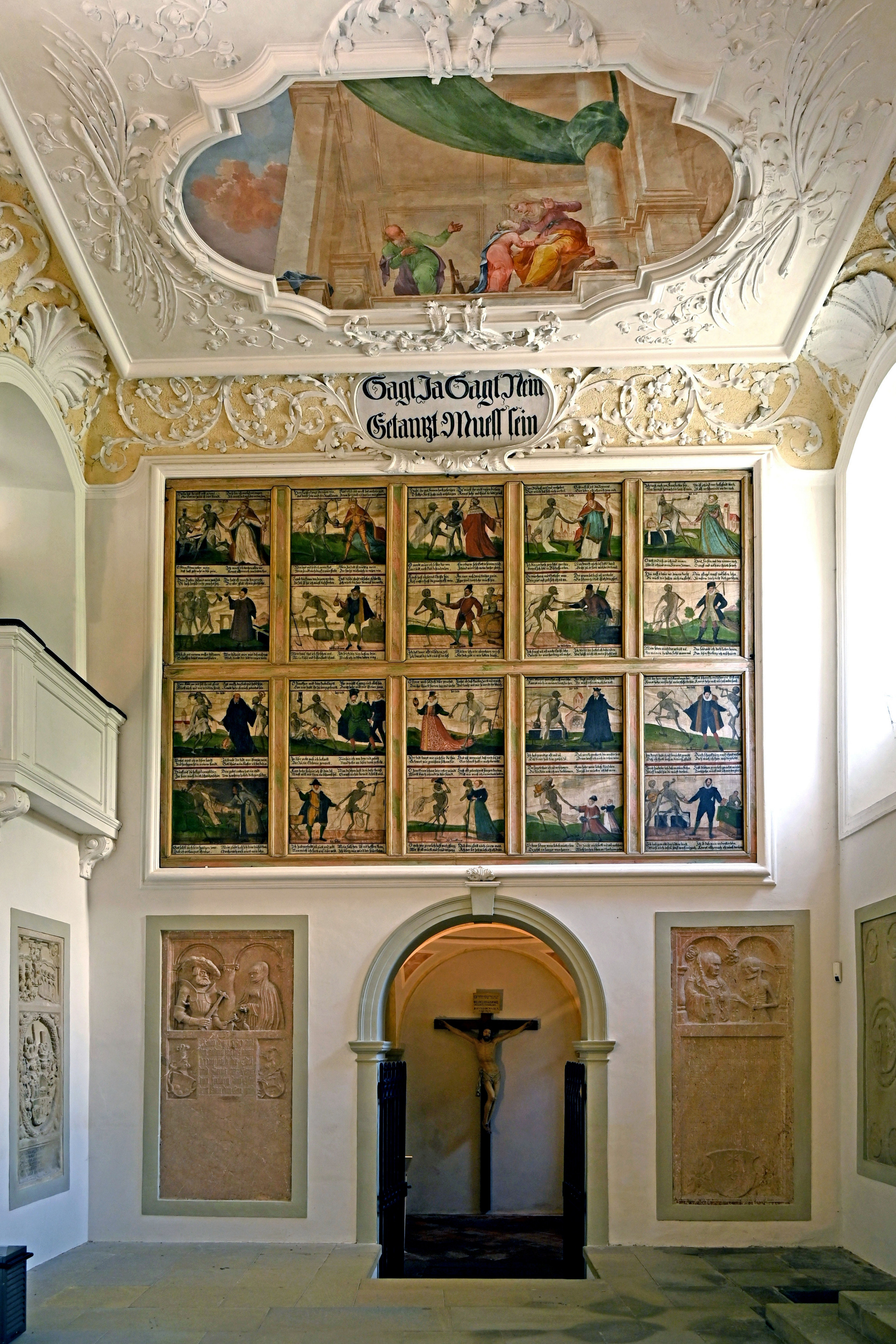
Der Füssener Totentanz in der Annakapelle

Der Füssener Totentanz in der Annakapelle des ehemaligen Benediktinerklosters St. Mang im bayerischen Füssen ist der älteste erhaltene Totentanz in Bayern und zählt heute zu den bedeutenden Monumental-Totentänzen Europas.

## Geschichte
Der Totentanz ist eine seit dem 14. Jahrhundert aufgekommene bildliche Darstellung der Gewalt des Todes über das Menschenleben in einer Reihe von allegorischen Gruppen unter dem Bild des Tanzes. Im März 1602 beauftragte der damalige Abt des Klosters St. Mang, Matthias Schober, den Füssener Maler Jakob Hiebeler, anlässlich der Restaurierung der Annakapelle einen Totentanz zu malen. Der Künstler hat sich damals vor allem an dem Großbasler Totentanz, dem Berner Totentanz und den „Bildern des Todes“ von Hans Holbein dem Jüngeren orientiert. Die Begleitverse hielten sich weitgehend an eine der damals verbreiteten Druckfassungen des Basler Vorbilds. Füssen mit den Totentanzdarstellungen in der Annakapelle und der Friedhofskirche St. Sebastian wurde so neben Basel, Lübeck, Luzern und Wien ein zentraler Ort der Totentanz-Ikonographie.

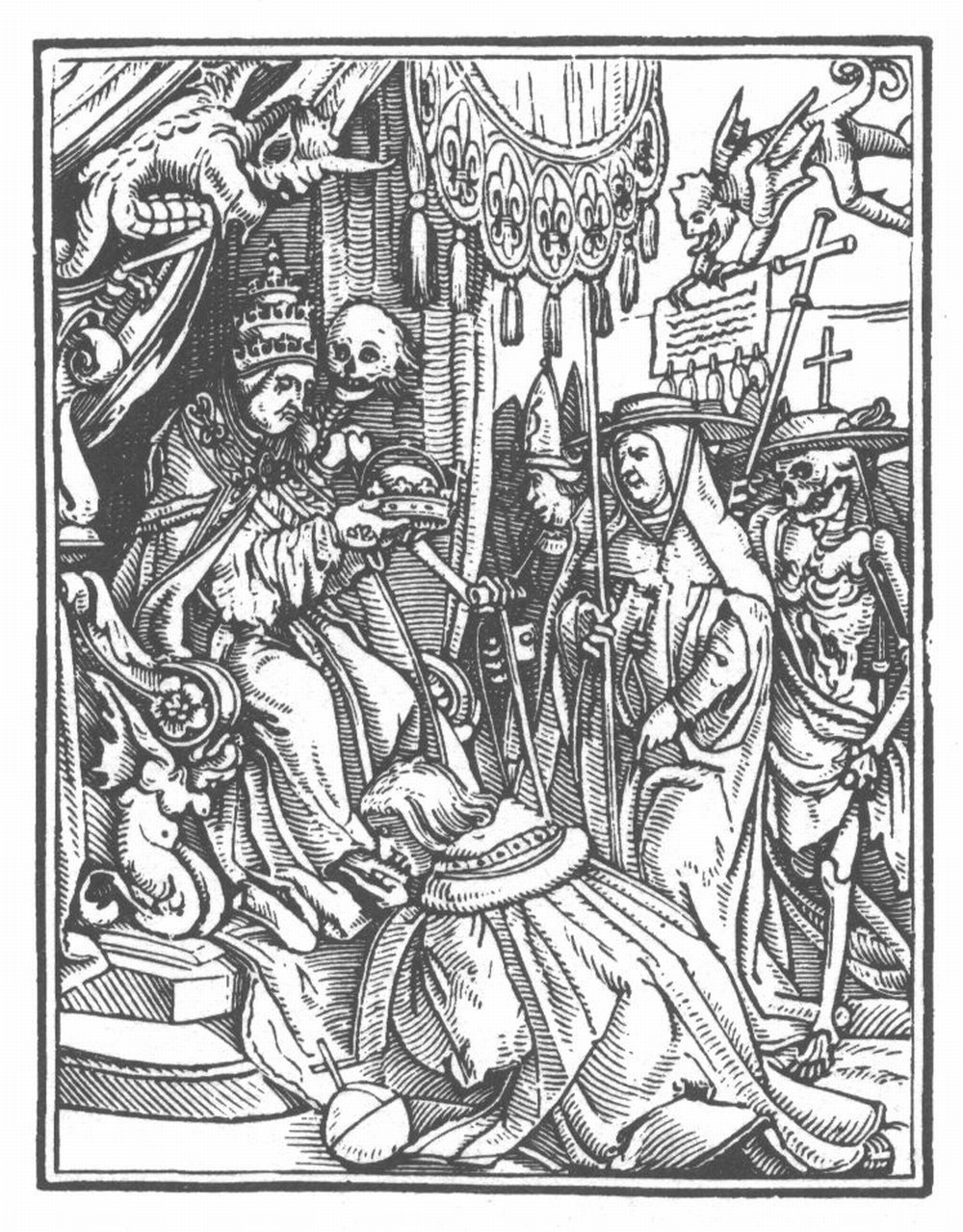
Tod und Papst von Hans Holbein
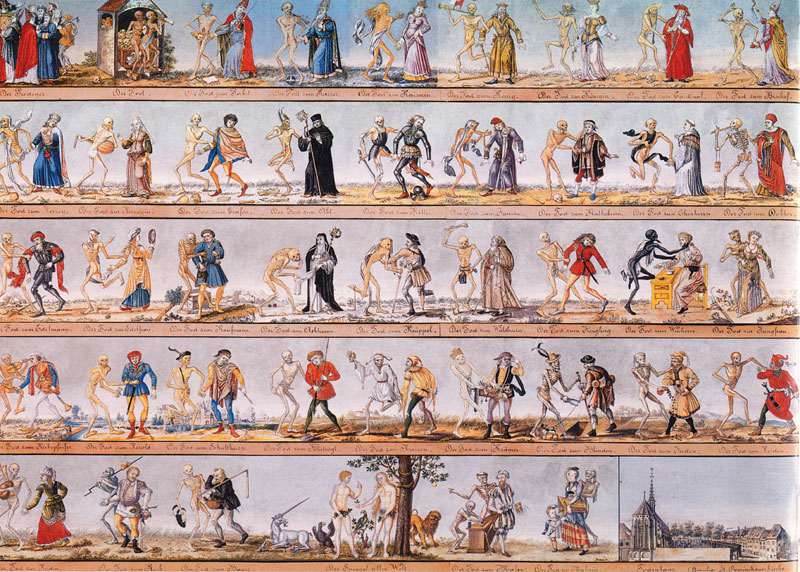
Aquarellkopie des Basler Totentanzes

## Beschreibung
„Sagt Ja Sagt Nein, Getanzt Muess sein.“ Unter diesem Motto folgen im Füssener Totentanz zwanzig Stände, angeführt vom Papst und Kaiser, dem Tod, der auch vor dem Kleinkind und dem Maler selbst nicht Halt macht. Das Motiv des Tanzes drückt die Ambivalenz zwischen Lebenslust und Todesangst aus und beschreibt die Gratwanderung des Lebens. Die Stände treten in einzelnen Bildern hierarchisch geordnet, dem damaligen Gesellschaftsgefüge entsprechend, auf: Papst, Kaiser, Bischof, Fürst, Fürstin, Abt, Junker, Edelfrau, Pfarrer, Amtmann, Doktor, Kaufmann, Wucherer, Wirt, Bauer, Unhold (Hexe), Spieler, Jungfrau, Kind, Maler. Diese Hierarchie ist jedoch durch die Umhängung im Zuge der Barockisierung des Klosters von 1701 heute gestört.

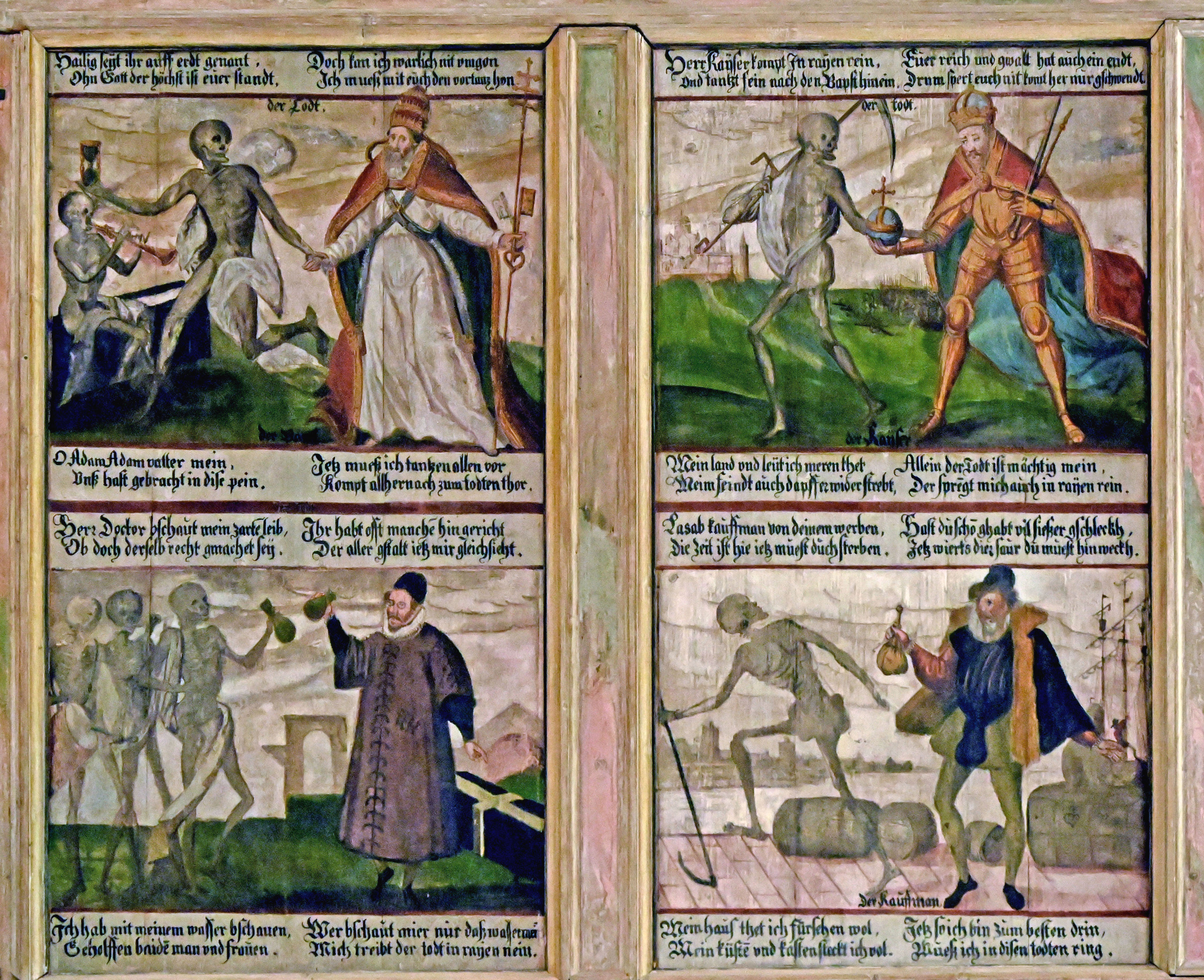
Papst, Arzt, Kaiser, Kaufmann
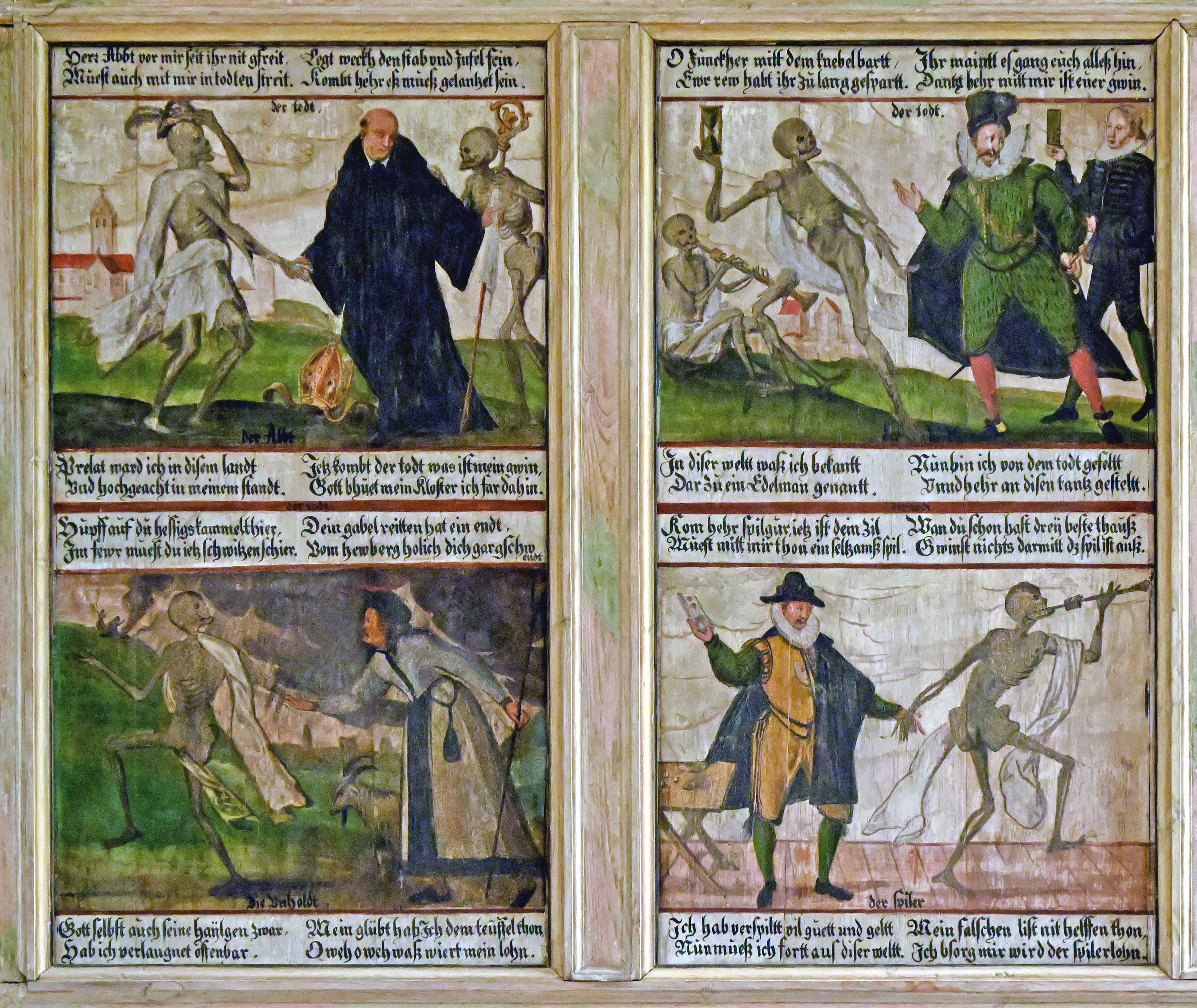
Abt, Unhold, Junker, Spieler
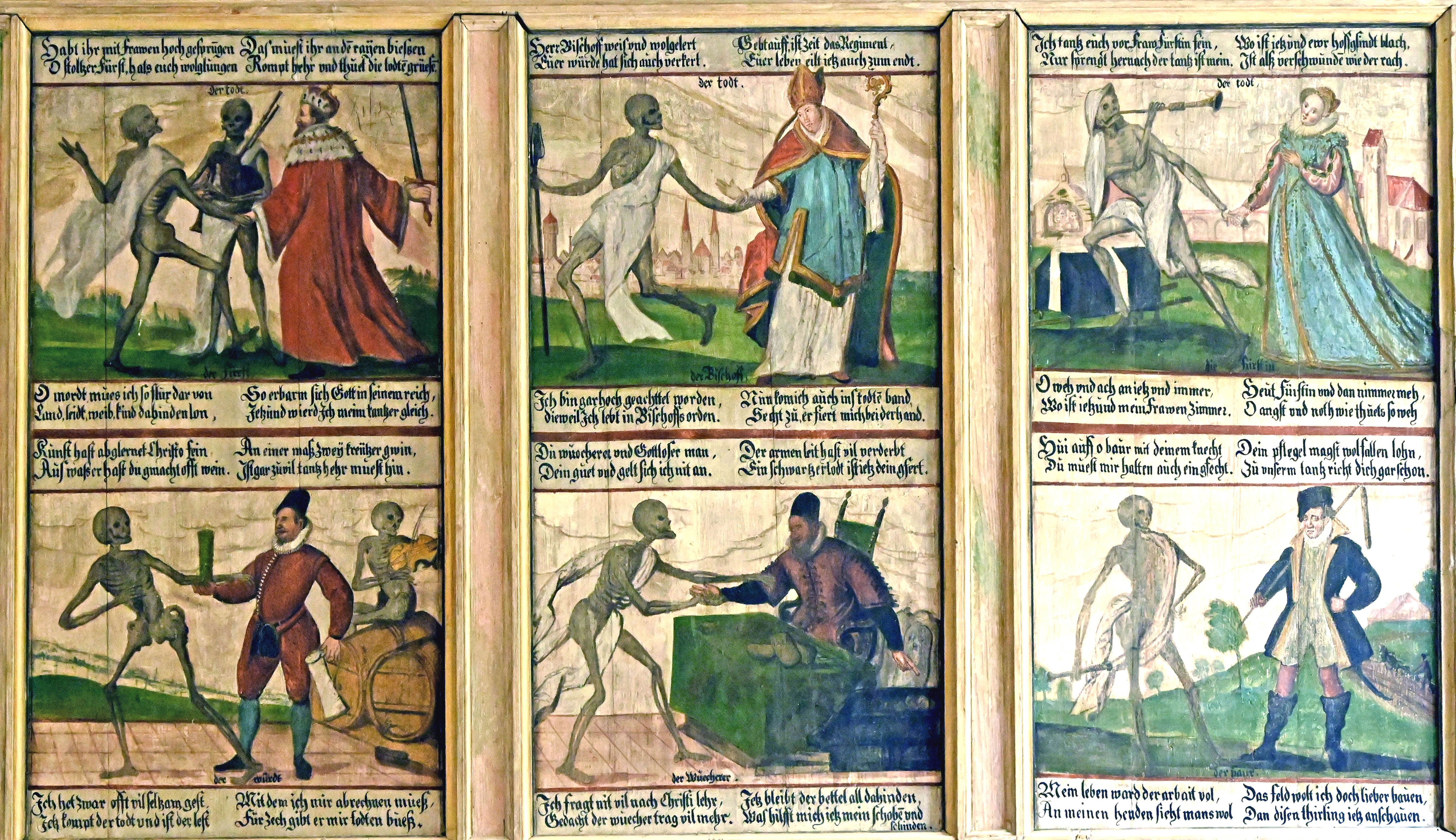
Fürst, Bischof, Fürstin, Wirt, Wucherer, Bauer
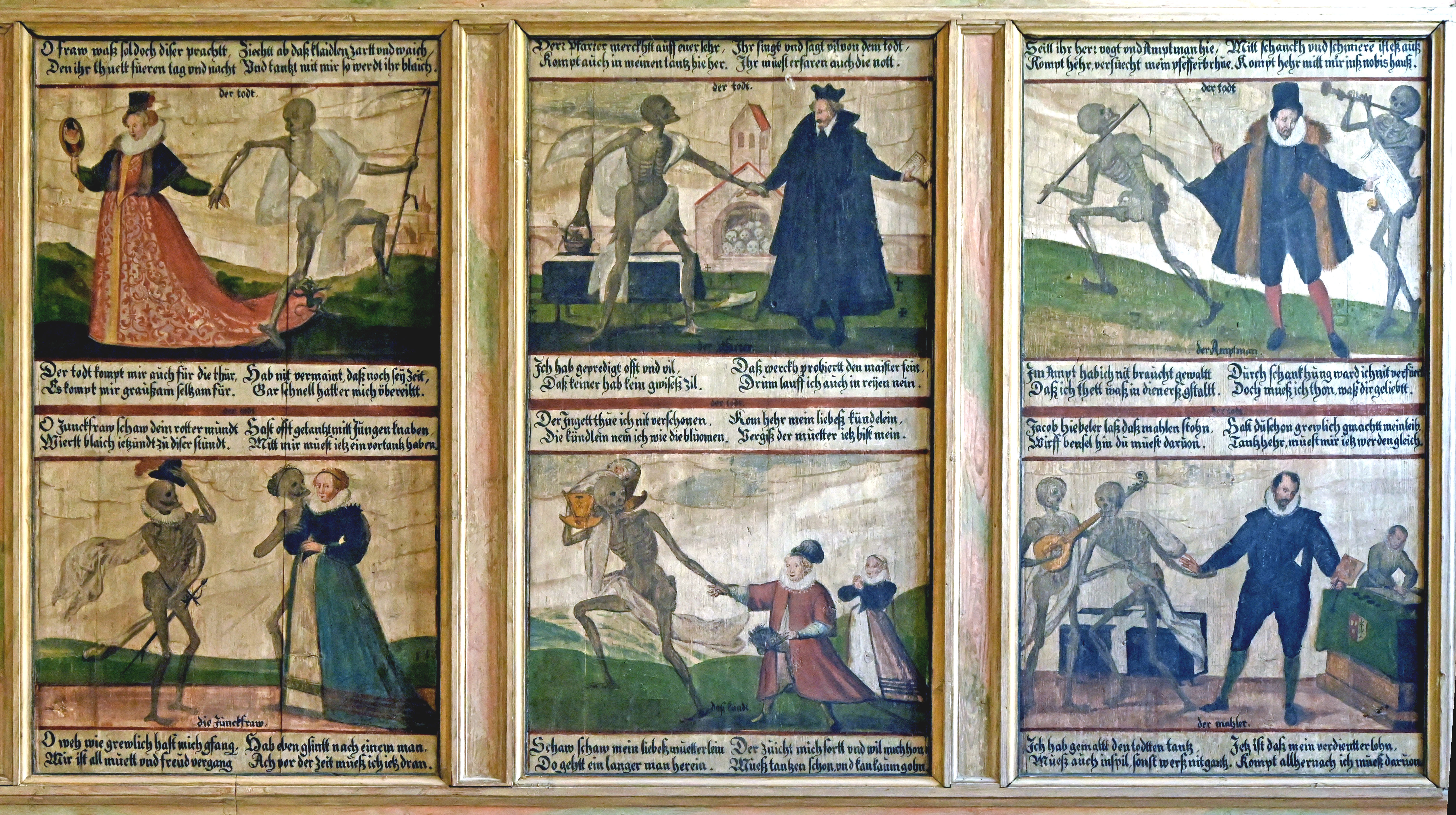
Frau, Pfarrer, Amtmann,  Jungfrau, Kind, Maler

## Jakob Hiebeler

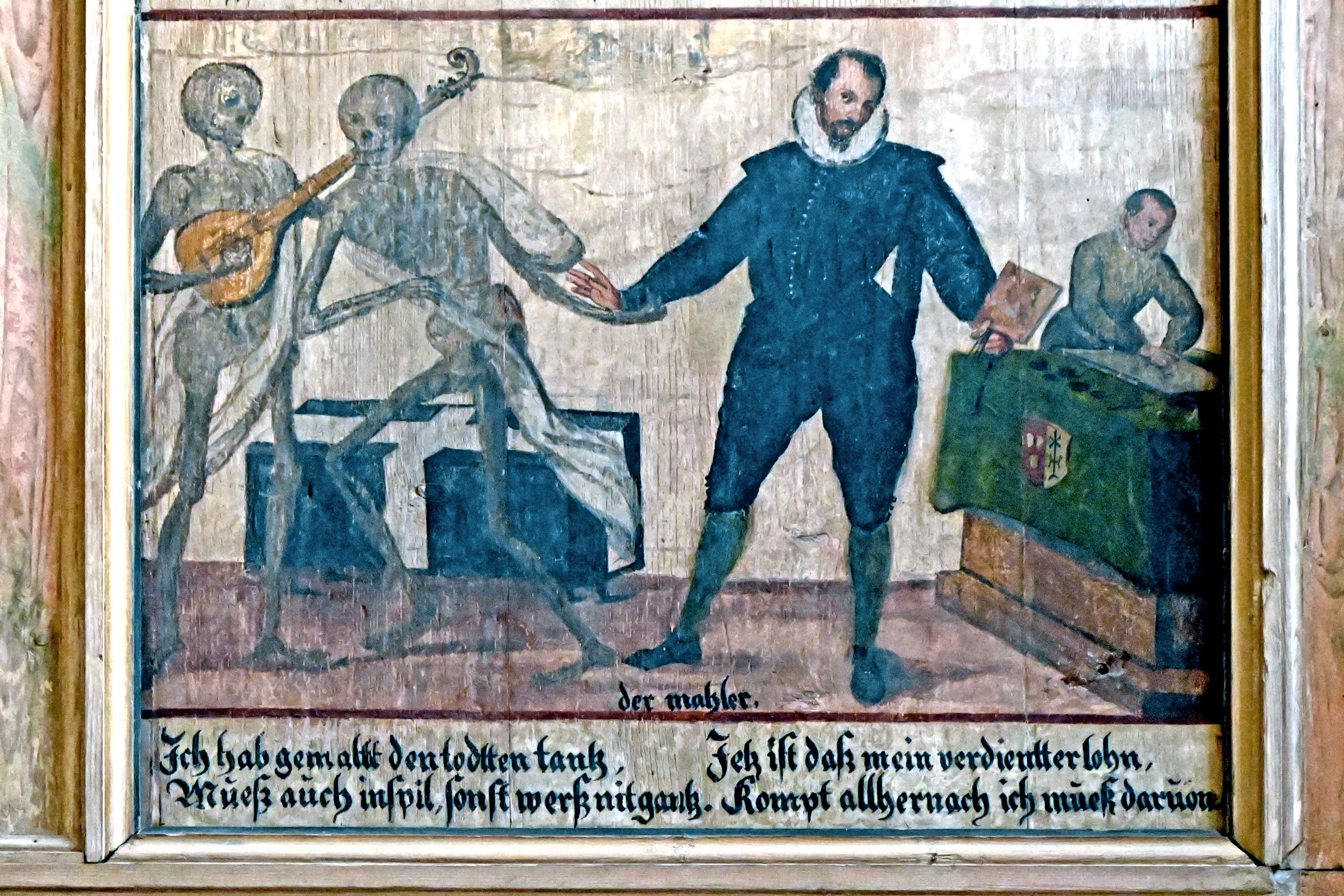
Letzte Szene: Selbstbildnis des Malers Jakob Hiebeler

Über den Maler Jakob Hiebeler, der den Füssener Totentanz schuf, ist kaum etwas bekannt. Er stammte aus Obergünzburg und wird von 1596 bis 1618 in den Klosterarchiven geführt und als Urheber mehrerer Werke genannt. Den Füssener Totentanz vollendete er 1602. Der Text im letzten Bild des Totentanzes lässt darauf schließen, dass er sich in dem Bild selbst darstellte. Dort fordert der Tod den Maler auf: „Jacob Hiebeler laß daß mahlen stohn, Wirff bensel hin du muest darvon.“ Der Maler antwortet: „Ich hab gemaltt den todtten tantz, Mueß auch in spil, sonst werß nit gantz.“

## Wirkungsgeschichte
Der Füssener Totentanz hatte einen prägenden Einfluss auf eine Totentanz-Tradition, die zunächst nach Oberstdorf und später nach Breitenwang sowie ins Tiroler Lechtal und Tannheimer Tal ausstrahlte.
In Füssen selbst mahnt in der Friedhofskirche St. Sebastian ein emblematischer Totentanz von 1746 den Betrachter an die Allgegenwart des Todes. Dort hat der Allgäuer Maler Bartholomäus Stapf in den Gewölbeansätzen und an der Emporenbrüstung neun Todesbilder gemalt, die in Thematik und Bildgestaltung vollkommen unabhängig von dem Füssener Totentanz in der Annakapelle sind, nämlich: Tod und Mädchen, Tod mit Stundenglas, Tod mit Blumenstock, Tod mit verlöschender Kerze, Tod als Soldat, Tod mit Sense, Wanderstab und Huckelkorb, Tod mit Armbrust, Tod mit Pfeilen, Tod als Organist. In diesen Szenen wendet sich der Tod nicht an einen im Bild dargestellten Menschen, sondern unmittelbar an den Betrachter. Bemerkenswert ist, dass in dem Huckelkorb (6. Bild) Totenschädel mit Tiara, Krone, Kardinalshut, Mitra und Barett enthalten sind; gleichsam als Reminiszenz an die bei den mittelalterlichen Totentänzen übliche ständische Hierarchie.
Zeitgenössische Künstler nahmen immer wieder das Thema des Füssener Totentanzes auf:
- Einen musikalischen Füssener Totentanz komponierte Stephan Cosacchi (1903–1986) als Teil des Magnus-Oratoriums, das 1950 in Füssen uraufgeführt wurde. Als Forscher des Makabertanzes verband Cosacchi die Idee des Füssener Totentanzes mit dem Motiv des nächtlichen Geistertanzes am Lechfall.
- Der Wiener Kunstprofessor Herwig Zens (1943–2019) setzte sich mit dem Füssener Totentanz in Form von expressiven Tuschezeichnungen, Radierungen und Gemälden auseinander. Als 20-teiligen Gemäldezyklus schuf er 1998 eine Paraphrase zum Hiebeler-Totentanz.
- Klaus Hack (geb. 1966) greift bei seinen Arbeiten zum Füssener Totentanz diesen nicht in inhaltlich-darstellerischer Weise auf. Die harte Konfrontation von Leben und Tod drückt sich auf formaler Ebene im Schwarz und Weiß des Holzschnittes aus. Leben und Tod stehen zueinander wie Bild und Abbild, wie die Skulptur der Drucktrommel zur bedruckten Leinwand.